# Amicus Productions
Amicus Productions é uma empresa inglesa fundada em meados dos anos 1960 especializada na produção de filmes de terror.

## História
A companhia foi fundada na Inglaterra pelos americanos Milton Subotsky e Max J. Rosenberg. Foi dedicada ao gênero fantástico e terror, além de forte rival da Hammer Film Productions. Tinha base no Shepperton Studios.
Trabalharam com assiduidade os mesmos atores e diretores que participam dos filmes da Hammer, tais quais, os atores Christopher Lee e Peter Cushing e os diretores Freddie Francis e Roy Ward Baker. Vale destacar também o escritor e roteirista Robert Bloch, de Psicose, de 1960, responsável por alguns roteiros.
A característica mais marcante da empresa é os filmes serem marcados por episódios. Outra diferença é que a Hammer se destacava pela quantidade de derramamento de sangue nos filmes, enquanto a Amicus oferecia um terror mais sugerido e psicológico que a sua companhia rival.
Entre as produções da Amicus se encontram Dr. Terror's House of Horrors (1964), dirigido por Freddie Francis, Torture Garden (1967), The House That Dripped Blood (1970), Tales from the crypt (1972), Asylum (1972), The vault of horror (1973), From beyond the grave (1974) e The Monster Club (1980). Esses filmes normalmente apresentam quatro ou cinco curtas histórias de terror, ligadas por uma trama central, contendo um narrador e seus ouvintes.
Os modelos desses filmes são invariavelmente compostos por atores que desempenham pequenos papéis em várias histórias, juntamente com as estrelas do gênero como Peter Cushing, Christopher Lee e Herbert Lom. A Amicus também convocou seus atores do teatro britânico clássico, como Patrick Magee, Margaret Leighton e até mesmo Sir Ralph Richardson, além de emergentes como Donald Sutherland, Robert Powell e Tom Baker, ou ex-estrelas como Richard Greene, Robert Hutton e Terry-Thomas. Alguns, como Joan Collins, estavam em fase de marasmo quando assinaram com a produtora.
Torture Garden, Asylum e The house that dripped blood foram escritos por Robert Bloch, com base em suas próprias histórias. Uma exceção foi o segmento Waxworks, que foi roteirizado sem créditos por Russ Jones, baseado na história de Bloch. Tales from the crypt e The vault of horror foram baseados em histórias de horror EC Comics dos anos 1950.

## Filmografia
- It's trad, dad! (1962)
- Just for fun (1963)
- Dr. Terror's House of Horrors (1964)
- Dr. Who and the daleks (1965)
- The skull (1965)
- Daleks – Invasion Earth: 2150 A.D. (1966)
- The Psychopath (1966)
- The deadly bees (1966)
- Torture Garden (1967)
- Danger route (1967)
- They came from beyond Space (1967)
- The terrornauts (1967)
- The birthday Party (1968)
- A touch of love (1969)
- The mind of Mr. Soames (1969)
- The House That Dripped Blood (1970)
- I, Monster (1971)
- What became of Jack and Jill? (1971)
- Asylum (1972)
- Tales from the crypt (1972)
- The vault of horror (1973)
- From beyond the grave (1973)
- And now the screaming starts! (1973)
- The Beast Must Die (1974)
- Madhouse (1974)
- The land that time forgot (1974)
- At the earth's core (1976)
- The people that time forgot (1977)
- The Monster Club (1980)